# Stadtbibliothek Göppingen
Die Stadtbibliothek Göppingen liegt in unmittelbarer Nähe zum Göppinger Rathaus und befindet sich im historischen Adelberger Kornhaus, einem denkmalgeschützten Fachwerkbau.
Auf vier Ebenen stehen 100.000 Medien für Schule, Aus- und Weiterbildung, Freizeitgestaltung und Alltagsmanagement zur Verfügung.

## Geschichte

### Gegen Schmutz und Schund
Im Zeitraum zwischen 1907 und 1910 wurde auf Initiative des Rabbiner Aron Tänzer der positive Kampf gegen die Vergiftung der Jugend mit Schmutz und Schund aufgenommen und der Grundstock von 1000 Büchern für eine gute Bücherei zusammengesammelt. Die Sichtung und Erschließung der Bestände und andere organisatorische Vorarbeiten erledigte Rabbiner Tänzer in seiner Wohnung. Erst 1912 fand die „Städtische Bibliothek“ in einem Zimmer im Erdgeschoss des Rathauses ein geeignetes Lokal und erlebte am 16. September 1912 ihre erste Ausleihstunde.
Der erste Umzug fand 1913 statt, die Bibliothek zog in die Höhere Knabenschule, Ecke Schul-/Kirchstraße um. Der Erste Weltkrieg verpflichtete nicht nur Rabbiner Tänzer anderweitig, sondern auch seine Söhne, die die Bibliothek noch eine Zeitlang weiter betreut hatten. 1917 wurde die Bibliothek geschlossen, die Bücher in Kisten verpackt und eingelagert.
Aron Tänzer erklärte sich nach seiner Heimkehr bereit, die Bibliothek wieder zu betreuen und hatte schon 1918 ca. 700 Bücher aus Heeresbeständen für die Bibliothek angekauft. Wieder wurde sein Einsatzwillen durch die ungelöste Raumfrage ausgebremst. Der Wiedereröffnung 1922 folgte eine vorübergehende Schließung 1925–1926. Um diese Zeit wurde auch Kritik laut, an der inhaltlichen Arbeit von Rabbiner Tänzer, der sich schließlich aus seinem Engagement für die Bibliothek zurückzog.

### Eine Volksbücherei mit neuer Ausrichtung
Mit deutlich volksnaher Ausrichtung wurde 1931 in der Handelsschule die städtische Volksbücherei eröffnet. Bis 1941 wuchs der Bestand auf die für damalige Verhältnisse unvorstellbare Zahl von 4300 Büchern an und auf jeden Einwohner von Göppingen kam jährlich ein gelesenes Buch, ehe der Erfolgskurs durch den Krieg unterbrochen wurde. Im Oktober 1946 nahm die städtische Volksbücherei nach dem Zweiten Weltkrieg ihre Arbeit in der Handelsschule wieder auf.
Der Andrang nach den Kriegsjahren war so groß, dass schon ein Jahr später die Bücherei hauptamtlich besetzt und 5 Tage in der Woche geöffnet wurde, obwohl parallel dazu die amerikanische Leihbibliothek in der Mörikestrasse im Frühjahr 1947 ihre Ausleihe aufgenommen hatte. 1948 übernahm eine neue Leitung die Stadtbücherei mit ca. 3375 Bänden. Zukunftsweisend legte man bei dem in diesen Zeiten schwierigen Bestandsaufbau einen Schwerpunkt auf Jugendbücher und Sachliteratur. 1951 wurde die amerikanische Bibliothek an die städtische Bücherei übergeben mit der Auflage, das Freihandsystem der amerikanischen Bibliothek zu übernehmen.

### Raumnot bestimmt die Bibliotheksarbeit
Enge räumliche Verhältnisse hatten auch nach dem Neubeginn die Situation der Bibliothek bestimmt. Gute Ideen konnten erst spät umgesetzt werden, weil die Enge keine Veränderungen zuließ. Nach einem „Zwischenaufenthalt“ in der Kirchstraße 13 zog die Bücherei 1953 in das Eckhaus Mörike-/Wilhelmstraße um. Für wenige Jahre kehrte Ruhe ein. Wie provisorisch die Unterbringung war zeigte sich jedoch daran, dass die Bücherei im Lauf der kommenden Jahre Zimmer um Zimmer des ehemaligen Wohnhauses eroberte. 1956 erhielten die Kinder ein eigenes Lesezimmer. Die erwachsenen Leser wollten sich emanzipieren, und ihre Bücher selbst am Regal auswählen. Für die Umgestaltung von der Magazinbücherei zur Freihandbücherei fehlte jedoch der Raum. Ab 1961 tauchten in der Presse Leserbeschwerden über die Enge in der Bücherei auf:

„Damit man mich richtig versteht: ich ziehe mir gerne ein paar blaue Flecken zu, wenn ich nur dafür mein gewünschtes Buch bekomme“

 In Schülerkreisen wurde der Wunsch nach Arbeitstischen laut. Durch Umbauten 1965 und 1966, und die Einbeziehung eines 2. Stockwerkes, wurde ein wenig Entlastung geschaffen. Später wurde auch noch das Dachgeschoss als Arbeitsbibliothek für Schüler ausgebaut.
Erst in den Jahren 1965 bis 1968 gelang schließlich die Umstellung auf die Freihandbibliothek. Die deutliche Wende im Selbstverständnis der Bibliotheksarbeit wurde folgendermaßen kommentiert:

„Wie haben sich nun Göppingens Leseratten den 25 000 Büchern gegenüber verhalten, die, in einem bestimmten System geordnet und durch Karteien aufgeschlüsselt, für den Leser doch eine schwer überblickbare Menge bedeuten? … Die rasche Steigerung der Benutzung macht deutlich, dass die neue Arbeitsform der Mentalität des heutigen Menschen entspricht“

. 
Die Raumfrage beschäftigte die politischen Gremien wieder und wieder. Das Gebäude Wilhelmstraße wurde den Anforderungen der Stadtbibliothek nicht gerecht. Die statische Belastungsgrenze war schon 1972 überschritten: Das Umstellen von Regalen wurde untersagt, bei Neuanschaffung von Büchern wurde das Entfernen alter Bücher verlangt. Nach Aussage eines Gutachters konnte selbst eine Klassenführung mit 25–30 Kindern zu einer Gefahrenquelle werden. Außerdem war 1978 das Nutzungsrecht für das Gebäude neu zu verhandeln.

### Perspektiven für eine zukunftsfähige Bibliothek
1976 kam, dem Beispiel anderer Städte folgend, das Adelberger Kornhaus in die Diskussion als ein neues mögliches Domizil für die Stadtbücherei, ein Kulturdenkmal und wichtiges stadtgeschichtliches Gebäude. Der Beschluss wurde im Oktober 1977 gefasst. Nach langer Umbauzeit wurde am 6. November 1981 die Eröffnung im Kornhaus gefeiert.
Seit November 2006 ist die Stadtbibliothek mit drei Selbstverbuchungsautomaten (RFID-Technik) ausgestattet die Verbuchungsvorgänge vom Kunden übernommen werden. Auch die Rückgabe ist nach einer weiteren Umbauphase im Jahr 2009 durch zwei weitere Automaten möglich.
Neue Medien verändern den Bestand:
- 1981, eines der ersten „neuen“ Medien: "Deutsch sprechen im Alltag", ein 3-teiliges Kassettenwerk.
- 1987 stehen die ersten Videos in der Bibliothek.
- 1989 finden CDs ihren Weg in die Bibliothek.
- 1995 wurde eine „Softwaretankstelle“ in der Bibliothek eingerichtet.
- Seit Juni 1996 stehen den Besuchern öffentlich zugängliche Internetplätze zur Verfügung.
- PC-Spiele wurden im Jahr 2000 in den Bestand aufgenommen.
- Die DVD hat sich 2001 an die Seite der Videos gestellt und löste diese Medienform ab.
- Internetportale helfen bei der datenbankübergreifenden Suche nach Informationen im Internet.
- Konsolenspiele bereichern die Jugendbibliothek seit 2007.
- Mit der Online-Bibliothek wurde 2008 eine virtuelle Zweigstelle mit ausschließlich elektronischen Medien zum Download eröffnet.
- Elektronische Dokumente aus Datenbanken sind über den Katalog der Stadtbibliothek seit 2009 zu recherchieren und herunterzuladen.
- 2011 finden sich die ersten Blu-Ray-Discs im Medienangebot der Stadtbibliothek Göppingen.

## Vernetzungen

### Kataloge und Datenbanken
- Online-Katalog – Recherche im gesamten Medienangebot der Stadtbibliothek, Vorbestellung entliehener Titel und Verlängerungen
- Öffentliche Internet-Plätze mit Textverarbeitung und Drucker
- Datenbanken zur Recherche in der Bibliothek und von zu Hause.

### Onlinebibliothek
Seit April 2008 betreiben die drei städtischen Bibliotheken Göppingen, Geislingen an der Steige und Esslingen am Neckar eine Verbund-Zweigstelle im Internet. Inzwischen ist dieser Verbund auf 26 Teilnehmer angestiegen.
In der Onlinebibliothek können Bücher, Hörbücher, Musik, Filme und Zeitschriften heruntergeladen werden. Die Onleihe ist rund um die Uhr geöffnet. Die Ausleihe ist zeitlich begrenzt: Nach Ablauf der Frist können die mittels DRM geschützten Medien nicht mehr genutzt werden.

## Dienstleistungen

### Allgemeine Serviceleistungen
- Führungen für Erwachsene
- Leihverkehr
- Leserwünsche
- Literaturlisten
- Veranstaltungen zu literarischen und aktuellen Themen für Erwachsene und Kinder

### Schulen und Kindergärten
- Führungen für alle Schularten und Klassenstufen
- Lernhilfen für alle Fächer sowie umfangreiche Materialien zur Prüfungsvorbereitung für Haupt-, Realschulabschluss sowie Abitur
- Medienkisten für Schulen und Kindergärten

### Leseförderung für Kinder und Jugendliche
- Geschichteninsel – Lesepaten lesen ehrenamtlich aus Kinderbüchern vor
- Internationale Geschichteninsel – Muttersprachlerinnen lesen ehrenamtlich vor
- Lesen & Staunen – MINT-Geschichteninsel
- Bildungspartnerschaft mit der offenen Ganztagesschule. Für die Nachmittags-AGs können verschiedene Module zur Leseförderung und Vermittlung von Informationskompetenz bei Kindern und Jugendlichen bei der Bibliothek in Anspruch werden.

Im bundesweiten Bibliotheksranking „BIX“ belegte die Stadtbibliothek Göppingen in ihrer Größenklasse den ersten Rang.